# Reggie Hanson
Reginald Leonard "Reggie" Hanson (Charlotte, Carolina del Norte, 6 de octubre de 1968) es un exjugador y entrenador de baloncesto estadounidense que jugó una temporada en la NBA, transcurriendo el resto de su carrera en la liga japonesa. Con 2,03 metros de estatura, jugaba en la posición de alero. Desde 2011 es Director de Operaciones para la Universidad del Sur de Florida.

## Trayectoria deportiva

### Universidad
Jugó durante cuatro temporadas con los Wildcats de la Universidad de Kentucky, en las que promedió 11,9 puntos y 5,4 rebotes por partido. Fue incluido en el segundo mejor quinteto de la Southeastern Conference en sus dos últimas temporadas.

### Profesional
Tras no ser elegido en el Draft de la NBA de 1991, jugó una temporada en los Louisville Shooters de la GBA, para posteriormente marcharse a jugar a la liga japonesa, donde desarrolló casi la totalidad de su carrera deportiva, realizando incluso la función de jugador-entrenador durante seis temporadas. En el total de su estancia en Japón promedió 20,6 puntos, 8,7 rebotes y 3,3 asistencias por partido.
Su única incursión en la NBA se produjo en 1998, cuando fichó por diez días con los Boston Celtics, renovando finalmente hasta el final de la temporada. Jugó un total de ocho partidos en los que anotó seis puntos.

### Entrenador
Tras las seis temporadas en las que ejerció como jugador-entrenador en Japón, a su regreso a su país, fue entrenador asistente de su alma mater, la Universidad de Kentucky, entre 2000 y 2007. Después, hasta 2011 ocupó el mismo puesto en la Universidad del Sur de Florida, para convertirse posteriormente en Director de Operaciones.

## Estadísticas de su carrera en la NBA

### Temporada regular
| Temporada | Edad | Equipo         | Liga | Pos. | P | TIT | MIN | TC  | TCA | %TC  | 3P  | 3PA | %3P | TL  | TLA | %TL | R.OF. | R.DEF. | REB | ASIS | ROB | TAP | PER | FP  | PTS |
| 1997-98   | 29   | Boston Celtics | NBA  | SF   | 8 | 0   | 3.3 | 0.4 | 0.8 | .500 | 0.0 | 0.0 |     | 0.0 | 0.0 |     | 0.4   | 0.4    | 0.8 | 0.1  | 0.3 | 0.1 | 0.4 | 1.0 | 0.8 |
| Total     |      |                | NBA  |      | 8 | 0   | 3.3 | 0.4 | 0.8 | .500 | 0.0 | 0.0 |     | 0.0 | 0.0 |     | 0.4   | 0.4    | 0.8 | 0.1  | 0.3 | 0.1 | 0.4 | 1.0 | 0.8 |